# 마드리드클럽

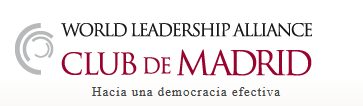

마드리드 클럽(Madrid club)은 2001년에 설립된 세계 각국의 전직 국가원수 및 행정수반들의 모임이다.
대한민국에서는 이홍구와 한승수 2명의 국무총리들이 마드리드 클럽에 가입하였다.

## 마드리드 클럽의 활동
- 전 세계 국가들의 글로벌, 지역적, 국가적 민주주의지원
- 인류복지 증진
- 국가 간 개발격차 해소
- 환경보존 문제 해결

## 사이트
- 마드리드클럽

## 같이 보기
- 전직국가원수